# Endopsylla endogena
Endopsylla endogena is een muggensoort uit de familie van de galmuggen (Cecidomyiidae). De wetenschappelijke naam van de soort is voor het eerst geldig gepubliceerd in 1907 door Kieffer.